# 继电器

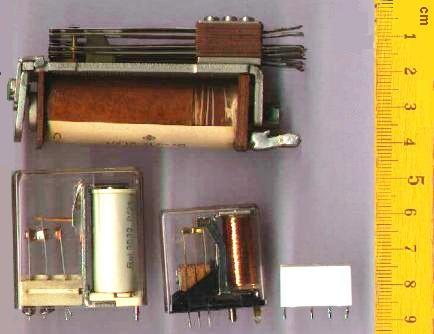

繼電器工作原理的動畫

继电器（Relay），也稱電驛，是一种电子控制器件，它具有控制系统（又称输入回路）和被控制系统（又称输出回路），通常应用于自动控制电路中。
繼電器在電路中就好比一個自动开关。它靠電路中较小的电流，將電路中较大的电流控制住。這樣能夠防止電路漏電或短路。因此繼電器在电路中起着自动调节、安全保护、转换电路等重要作用。

## 种类

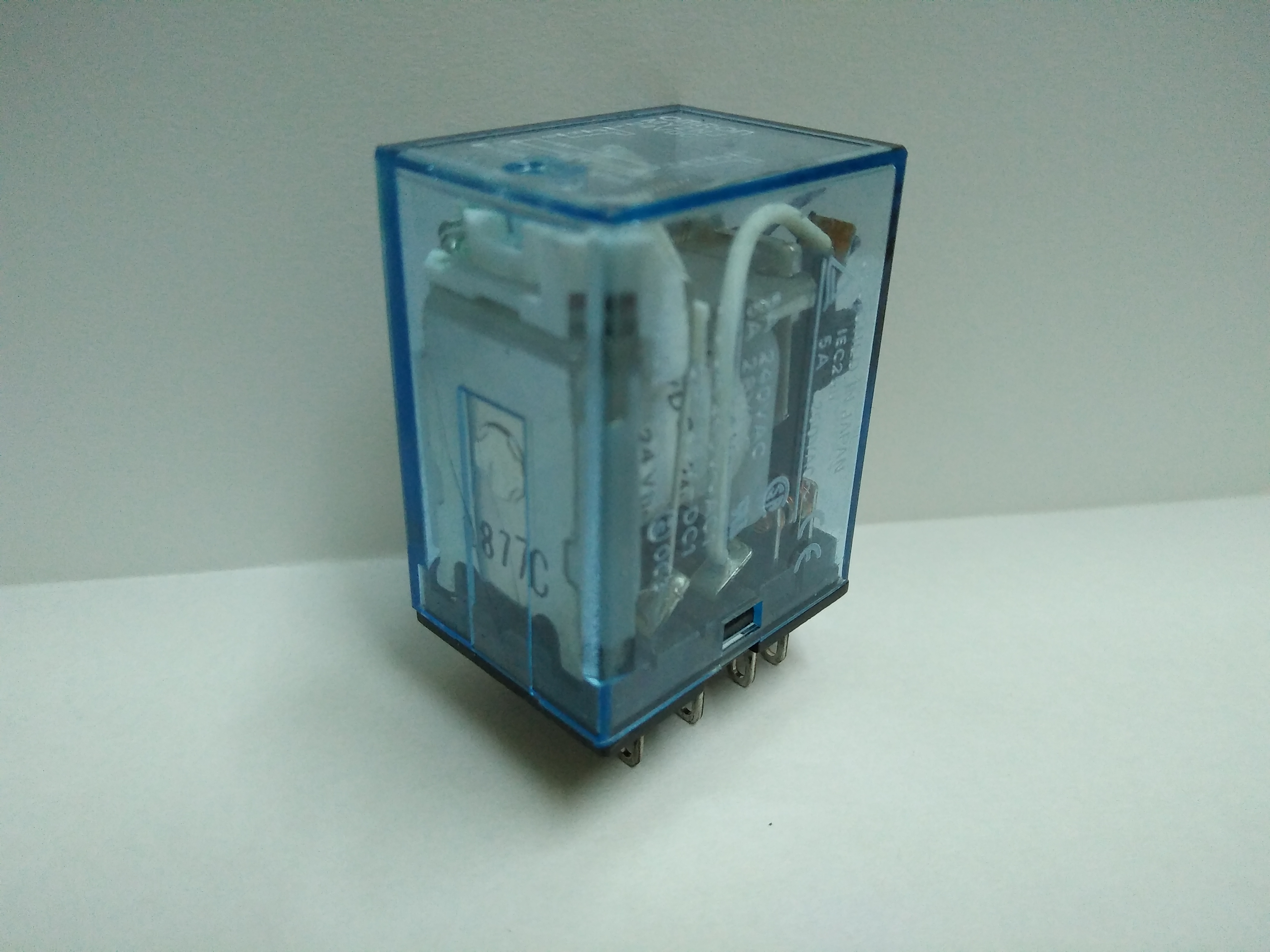
一種电磁继电器的外观

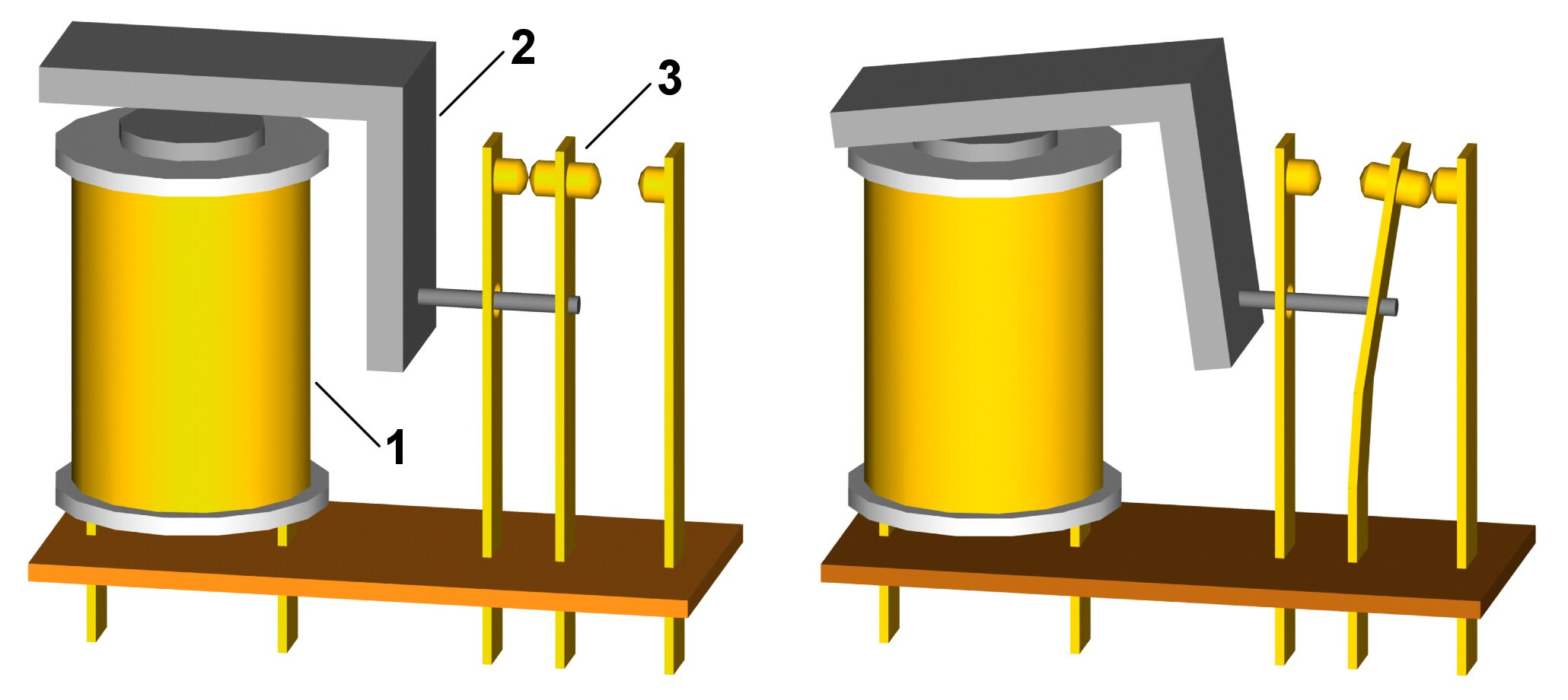
繼電器工作示意圖左：放開，右：吸合

| 按輸入信號的性質分 | 按工作原理分 |
| ------------------ | ------------ |
| 電壓繼電器         | 電磁式繼電器 |
| 電流繼電器         | 感應式繼電器 |
| 時間繼電器         | 電動式繼電器 |
| 溫度繼電器         | 電子式繼電器 |
| 速度繼電器         | 熱繼電器     |
| 壓力繼電器         | 光繼電器     |

### 时间继电器
时间继电器（Time delay relay）在接受到动作信号后不是立即动作，而是经过固定的时间以后才改变其输出状态的继电器。
时间继电器用来延迟接触操作，有通电后延迟接触者和断电后延迟断开者（或两者兼有）的型号。
时间继电器按照动作的原理分为：
- 电磁式时间继电器；
- 机械式时间继电器：包括钟表机构式时间继电器、电动机式时间继电器。
- 阻尼式时间继电器：包括空气阻尼式时间继电器、水银阻尼式时间继电器。
- 电热式时间继电器：包括金属片式时间继电器、热敏电阻式时间继电器。
- 电子式时间继电器：包括RC充放电式时间继电器、数字式时间继电器和微机式时间继电器。

### 电磁继电器
依据输入控制线圈的电流性质，分为直流继电器和交流继电器。直流继电器与交流继电器在控制方式上并无区别，但是在铁心结构上有区别：因交流电流會产生交变磁场，在磁感应强度經过零點时，一般直流繼電器的触点会断开，並／或产生振动与噪音，因此交流继电器在铁心上增加短路环，延迟铁心磁场变化，可以防止触点振动。

### 热敏乾簧继电器
热敏乾簧继电器(Thermal reed relay)是一种利用热敏磁性材料检测和控制温度的新型热敏开关。它由感温磁环、恒磁环、乾簧管、导热安装片、塑料衬底及其他一些附件组成。热敏乾簧继电器不用线圈励磁，而由恒磁环产生的磁力驱动开关动作。恒磁环能否向乾簧管提供磁力是由感温磁环的温控特性决定的。

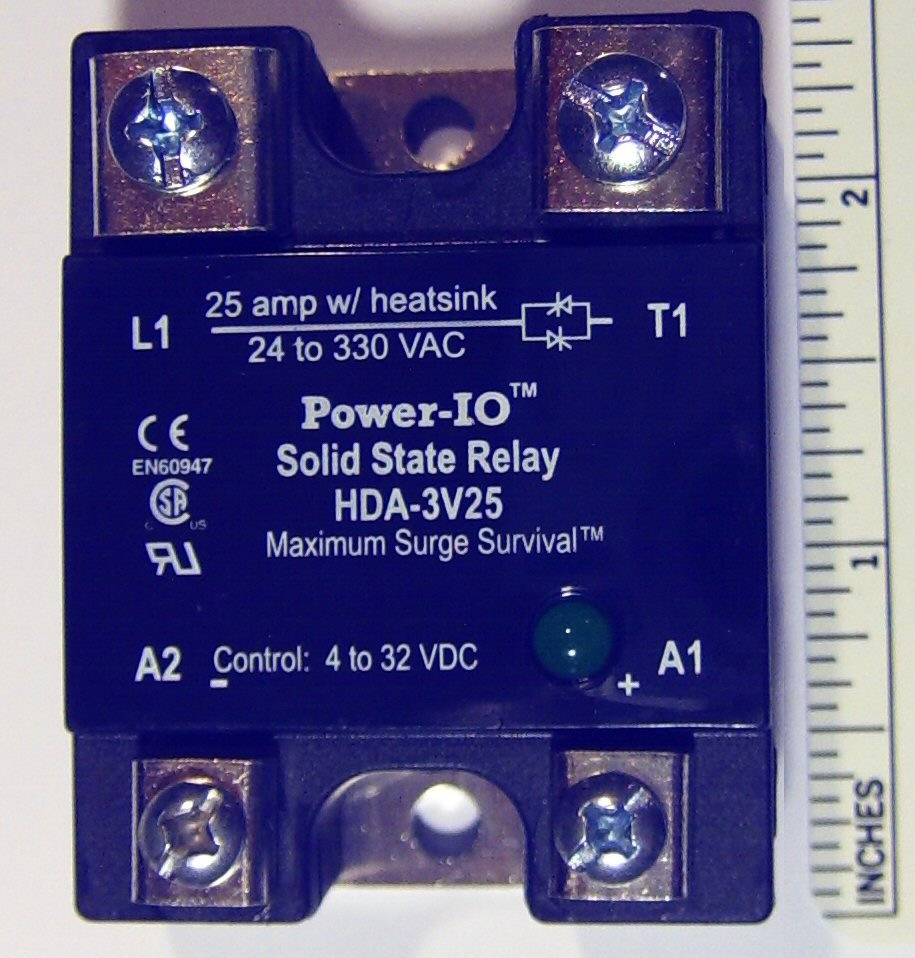
固态继电器（SSR）外观

### 固态继电器
固態繼電器（solid state relay，SSR）是利用一顆發光二極體（LED）等發光元件與一顆光電晶體等光接收元件作成之光耦合器，觸發矽控整流器（SCR）或雙向矽控整流器（TRIAC），因此可以接受低壓（DC或AC）信號輸入，而驅動高壓之輸出，具隔離輸出入及控制高功率輸出之效果。優點是開關速度快、工作頻率高、使用壽命長、雜訊低和工作可靠，用于防爆场所，也有许多的不利的地方，例如：当闭合的时候，高的电阻（发热），增加电噪音。当断开的时候，低的电阻，反向漏电流（通常 µA 范围）。可使用於取代常規電磁式繼電器，廣泛用於數位程式控制裝置。
固态继电器按负载电源类型可分为交流型和直流型。按开关型式可分为常开型和常闭型。按隔离型式可分为混合型、变压器隔离型和光电隔离型，以光电隔离型为最多。

### 磁簧继电器
磁簧繼電器(Reed relay)是以線圈產生磁場將磁簧管作動之繼電器，為一种線圈传感装置。因此磁簧繼電器之特徵、小型尺寸、輕量、反應速度快、短跳動時間等特性。
当整块铁磁金属或者其他导磁物质与之靠近的时候，发生动作，开通或者闭合电路。由永久磁铁和干簧管组成。永久磁铁、干簧管固定在一个不导磁也不带有磁性的支架上。以永久磁铁的南北极的连线为轴线，这个轴线应该与干簧管的轴线重合或者基本重合。由远及近的调整永久磁铁与干簧管之间的距离，当干簧管刚好发生动作（对于常开的干簧管，变为闭合；对于常闭的干簧管，变为断开）时，将磁铁的位置固定下来。这时，当有整块导磁材料，例如铁板同时靠近磁铁和干簧管时，干簧管会再次发生动作，恢复到没有磁场作用时的状态；当该铁板离开时，干簧管即发生相反方向的动作。
磁簧继电器结构坚固，触点为密封状态，耐用性高，可以作为机械设备的位置限制开关，也可以用以探测铁制门、窗等是否在指定位置。

### 光繼電器
光繼電器為AC/DC並用的半導體繼電器，指發光器件和受光器件一體化的器件。輸入側和輸出側電氣性絕緣，但信號可以通過光信號傳輸。
其特點為壽命為半永久性、微小電流驅動信號、高阻抗絕緣耐壓、超小型、光傳輸、無接點等。 
主要應用於量測設備、通信設備、保全設備、醫療設備等。

## 主要产品技术参数

### 额定工作电压
是指继电器正常工作时线圈所需要的电压。根据继电器的型号不同，一般使用直流电压，但交流繼電器可以是交流电压。

### 直流电阻
是指继电器中线圈的直流电阻，可以通过三用電表测量。

### 接触电阻
是指继电器中接点接触后的电阻值。此電阻値一般很小，不易通过万用表测量，宜使用低阻計配合四線測量方式來測量。
对于许多继电器来说，接触电阻无穷大或者不稳定是最大的问题。

### 吸合电流或電壓
是指继电器能够产生吸合动作的最小电流或最小電壓。在正常使用时，给定的电流必须略大于吸合电流，这样继电器才能稳定地工作。而对于线圈所加的工作电压，一般也不要超过额定工作电压的1.5倍，否则会产生较大的电流而把线圈烧毁。

### 释放电流或電壓
是指继电器产生释放动作的最大电流或最大電壓。当继电器吸合状态的电流减小到一定程度时，继电器就会恢复到未通电的释放状态。这时的电流远远小于吸合电流。

### 触点切换电压和电流
是指继电器接點允许承载的电压和电流。它决定了继电器能控制的电压和电流大小，使用时不能超过此值，否则很容易损坏继电器的触点。

## 测试

### 测触点电阻
用萬用電表的电阻档，测量常闭触点与动点电阻，其阻值应为0；而常开触点与动点的阻值就为无穷大。由此可以区别出哪个是常闭触点，哪个是常开触点。

### 测线圈电阻
可用万能表R×10Ω档测量继电器线圈的阻值，从而判断该线圈是否存在着开路现象。

### 测量吸合电压和吸合电流
找来可调稳压电源和电流表，给继电器输入一组电压，且在供电回路中串入电流表进行监测。慢慢调高电源电压，听到继电器吸合声时，记下该吸合电压和吸合电流。为求准确，可以试多几次而求平均值。

### 测量释放电压和释放电流
也是像上述那样连接测试，当继电器发生吸合后，再逐渐降低供电电压，当听到继电器再次发生释放声音时，记下此时的电压和电流，亦可尝试多几次而取得平均的释放电压和释放电流。一般情况下，继电器的释放电压约在吸合电压的10~50％，如果释放电压太小（小于1/10的吸合电压），则不能正常使用了，这样会对电路的稳定性造成威胁，工作不可靠。

## 电符号和触点形式

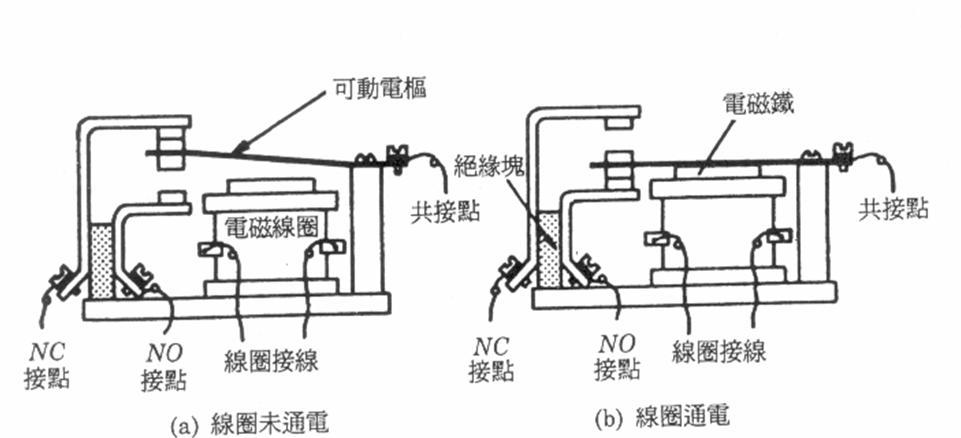
典型繼電器內部構造

### 常見縮寫
- COM（Common）表示共接點。
- NO（Normally Open）表示常開接點（俗稱A接點）。平常處於開路（斷路），線圈通電後才成為閉路（與共接點COM接通）。
- NC（Normally Closed）表示常閉接點（俗稱B接點）。平常處於閉路（與共接點COM接通），線圈通電後才成為開路（斷路）。

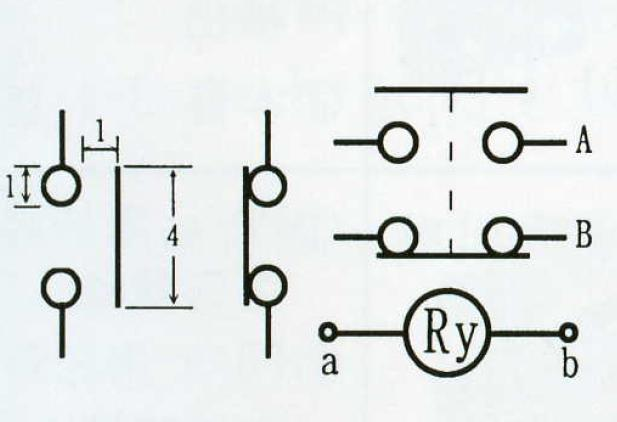
继电器符號，A.B代表A接點與B接點，Ry則為線圈

繼電器的IEC標準電路符號（單刀雙擲型）

### 開關触点型式
继电器线圈在电路中用一个长方框符号表示，如果继电器有两个线圈，就画两个并列的长方框。同时在长方框内或长方框旁标上继电器的文字符号“J”。继电器的触点有两种表示方法：一种是把它们直接画在长方框一侧，这种表示法较为直观。另一种是按照电路连接的需要，把各个触点分别画到各自的控制电路中，通常在同一继电器的触点与线圈旁分别标注上相同的文字符号，并将触点组编上号码，以示区别。继电器的触点有三种基本形式：

- 动合型（H型、常开型、A型接點）线圈不通电时两触点是断开的，通电后，两个触点就闭合。以合字的拼音字头“H”表示。
- 动断型（D型，常闭型、B型接點）线圈不通电时两触点是闭合的，通电后两个触点就断开。用断字的拼音字头“D”表示。
- 转换型（Z型）这是触点组型。这种触点组共有三个触点，即中间是动触点，上下各一个静触点。线圈不通电时，动触点和其中一个静触点断开和另一个闭合，线圈通电后，动触点就移动，使原来断开的成闭合，原来闭合的成断开状态，达到转换的目的。这样的触点组称为转换触点。用“转”字的拼音字头“z”表示。

如是先斷開再與另一接點發生接觸（一般情形），此種方式稱為C型接點（Form C contact）。
如是先與另一接點發生接觸，再斷開原接點，此種方式稱為D型接點。

## 继电器的选用

### 先了解必要的条件
- 控制电路的电源电压，能提供的最大电流；
- 被控制电路中的电压和电流；
- 被控电路需要几组、什么形式的触点。

选用继电器时，一般控制电路的电源电压可作为选用的依据。控制电路应能给继电器提供足够的工作电流，否则继电器吸合是不稳定的。

### 型号和规格号
查阅有关资料确定使用条件后，可查找相关资料，找出需要的继电器的型号和规格号。若手头已有继电器，可依据资料核对是否可以利用。最后考虑尺寸是否合适。

### 器具的容积
若是用于一般用电器，除考虑机箱容积外，小型继电器主要考虑电路板安装布局。对于小型电器，如玩具、遥控装置则应选用超小型继电器产品。